# Cynthia Course
Pour les articles homonymes, voir Course.
Cynthia Course est une joueuse de badminton seychelloise née le 20 septembre 1990.

## Palmarès

### Championnats d'Afrique
- Championnats d'Afrique de badminton 2013 à Rose Hill
  -  Médaille de bronze en équipe mixte
- Championnats d'Afrique de badminton 2007 à Rose Hill
  -  Médaille d'or en équipe mixte

### Jeux africains
- Jeux africains de 2015 à Brazzaville
  -  Médaille de bronze en équipe mixte
- Jeux africains de 2011 à Maputo
  -  Médaille d'argent en double dames avec Allisen Camille
  -  Médaille de bronze en équipe mixte
- Jeux africains de 2007 à Alger
  -  Médaille de bronze en équipe mixte